# Bologna Football Club 1909-1910
Questa voce raccoglie le informazioni riguardanti il Bologna Football Club nelle competizioni ufficiali della stagione 1909-1910.

## Stagione
(Il Resto del Carlino, 4 ottobre 1909.)

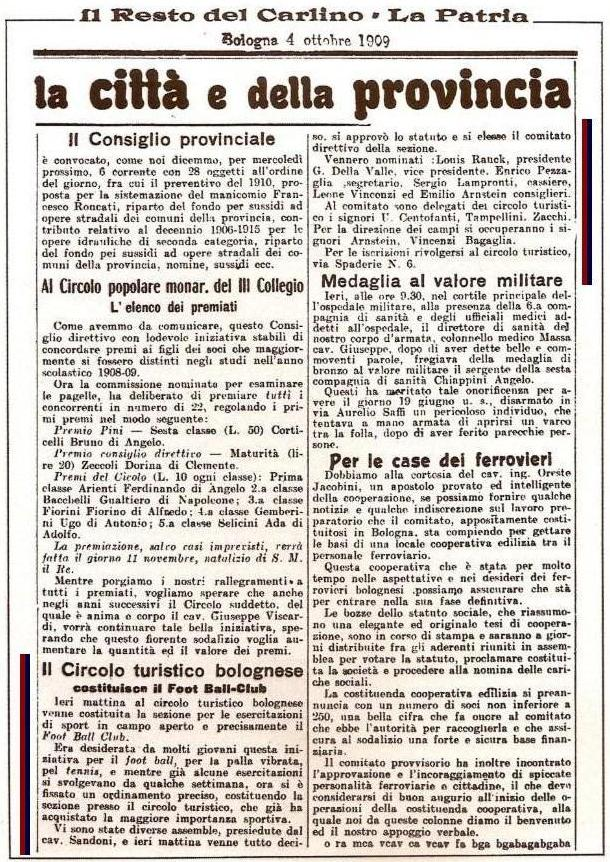
Il quotidiano Il Resto del Carlino, riportante la fondazione del Bologna

La stagione 1909-1910 fu in assoluto la prima in assoluto del Bologna; dopo la sua fondazione dell'ottobre dell'anno precedente, questa partecipò al Campionato emiliano di Terza Categoria. I due sodalizi sportivi bolognesi più importanti dell'epoca, la Virtus Bologna e la Sempre Avanti!, avevano messo in piedi sezioni dedicate al Football, con l'obiettivo di dominare il panorama cittadino anche in questa nuova disciplina. Al campionato parteciparono così solo le tre squadre petroniane. Grazie alle due nette vittorie ottenute nella giornata del 20 marzo 1910, con un riposo di 10 minuti di una dall'altra, il Bologna domino e surclassò gli avversari e vinse il campionato. Venne di conseguenza promossa in Seconda Categoria, e successivamente ammessa nel campionato di massimo livello italiano, la Prima Categoria.. Il 16 maggio 1910 giocò una amichevole a Bologna contro i campioni d'Italia dell'Internazionale di Milano. Vinsero i milanesi per 1 a 0.

## Divise
La prima maglia nella storia del Bologna, unica nel corso di tutta la storia dei Felsinei, presentava sul fronte quarti rossi e blu, che riprendevano la divisa del collegio svizzero Wiget auf Schönberg di Rorschach. Nel 1910 il club si dissociò dal circolo e le maglie da gioco furono modificate con pali verticali rossoblù. Questo tipo di disegno è rimasto praticamente immutato nel tempo, tranne che per la variazione annuale nella larghezza delle bande.
| Casa | Portiere |

## Organigramma societario
- Presidente: Louis Rauch
- Vice-Presidente: Guido Della Valle
- Consiglieri: Emilio Arnstein, Leone Vincenzi

Area organizzativa
- Segretario: Enrico Pezzaglia
- Cassiere: Sergio Lampronti
- Delegati del circolo turistico: Ugo Centofanti, Tampellini, Zacchi
- Direzione dei campi di gioco: Emilio Arnstein, Leone Vincenzi, Pietro Bagaglia

## Rosa
| N. |                     | Ruolo | Calciatore           |
| -- | ------------------- | ----- | -------------------- |
|    | Ungheria (bandiera) | P     | Daniel Koch          |
|    | Italia (bandiera)   | D     | Salvatore Chiara     |
|    | Italia (bandiera)   | D     | Alfonso Pessarelli   |
|    | Italia (bandiera)   | C     | Alessandro Bragaglia |
|    | Italia (bandiera)   | C     | Guido Della Valle    |
|    | Italia (bandiera)   | C     | Guido Nanni          |

| N. |                     | Ruolo | Calciatore              |
| -- | ------------------- | ----- | ----------------------- |
|    | Spagna (bandiera)   | A     | Antonio Bernabéu        |
|    | Italia (bandiera)   | A     | Gino Donati             |
|    | Italia (bandiera)   | A     | Arrigo Gradi (capitano) |
|    | Italia (bandiera)   | A     | Arrigo Mezzano          |
|    | Svizzera (bandiera) | A     | Louis Rauch             |

## Calciomercato
| Acquisti | Acquisti             | Acquisti | Acquisti   |
| R.       | Nome                 | da       | Modalità   |
| -------- | -------------------- | -------- | ---------- |
| P        | Daniel Koch          |          |            |
| D        | Salvatore Chiara     |          |            |
| D        | Alfonso Pessarelli   |          |            |
| C        | Alessandro Bragaglia |          |            |
| C        | Guido Della Valle    | Vicenza  |            |
| C        | Guido Nanni          |          |            |
| A        | Antonio Bernabéu     |          | svincolato |
| A        | Gino Donati          |          |            |
| A        | Arrigo Gradi         |          | svincolato |
| A        | Arrigo Mezzano       |          |            |
| A        | Louis Rauch          | Friburgo |            |

| Cessioni | Cessioni | Cessioni | Cessioni |
| R.       | Nome     | a        | Modalità |
| -------- | -------- | -------- | -------- |

## Risultati

### Terza Categoria
| Arbitro: | Emilio Arnstein (FIGC) |

|      |           |  |
| ?’ ? | Marcatori |  |

| Arbitro: | Emilio Arnstein (FIGC) |

|      |           |      |
| ?’ ? | Marcatori | ? ?’ |

## Statistiche

### Statistiche di squadra
Statistiche aggiornate al 20 marzo 1910.
| Competizione    | Punti | In casa | In casa | In casa | In casa | In casa | In casa | In trasferta | In trasferta | In trasferta | In trasferta | In trasferta | In trasferta | Totale | Totale | Totale | Totale | Totale | Totale | DR  |
| Competizione    | Punti | G       | V       | N       | P       | Gf      | Gs      | G            | V            | N            | P            | Gf           | Gs           | G      | V      | N      | P      | Gf     | Gs     | DR  |
| --------------- | ----- | ------- | ------- | ------- | ------- | ------- | ------- | ------------ | ------------ | ------------ | ------------ | ------------ | ------------ | ------ | ------ | ------ | ------ | ------ | ------ | --- |
| Terza Categoria | 4     | 2       | 2       | 0       | 0       | 19      | 1       | 0            | 0            | 0            | 0            | 0            | 0            | 2      | 2      | 0      | 0      | 19     | 1      | +18 |

### Andamento in campionato
| Luogo     | C | C |  |  |
| Risultato | V | V |  |  |
| Posizione | 1 | 1 |  |  |

Legenda:

Luogo: C = Casa; T = Trasferta. Risultato: V = Vittoria; N = Pareggio; P = Sconfitta.

### Statistiche dei giocatori
| Giocatore      | Terza Categoria | Terza Categoria |
| Giocatore      | Presenze        | Reti            |
| -------------- | --------------- | --------------- |
| A. Bernabéu    | 2               | ?               |
| A. Bragaglia   | 2               | ?               |
| S. Chiara      | 2               | ?               |
| G. Della Valle | 2               | ?               |
| G. Donati      | 2               | ?               |
| A. Gradi       | 2               | ?               |
| D. Koch        | 2               | -1              |
| A. Mezzano     | 2               | ?               |
| G. Nanni       | 2               | ?               |
| A. Pessarelli  | 2               | ?               |
| L. Rauch       | 2               | ?               |

### Esplicative
1. ↑  Quasi tutte le fonti, comprese quelle ufficiali come il sito del Bologna, riportano che il collegio fosse denominato col solo appellativo di Schönberg e fosse situato a Rossbach, località però non presente in Svizzera. Tuttavia canute fonti svizzere e ricerche seriori dimostrano l'errata informazione sulla denominazione e ubicazione del collegio, anche se non vi è alcuna certezza sull'esatta trascrizione del nome. Cfr. Koller, Brändle, p. 25., Cfr. Chiesa, p. 12.

### Bibliografiche
1. 1 2 3  Chiesa, p. 384.
2. ↑   Mirkot, 3 ottobre 1909: nasce il Bologna Football Club, su Archivio TIMF, 19 novembre 2008. URL consultato il 9 aprile 2020.
3. 1 2 3  Chiesa, p. 14.
4. ↑  Chiesa, p. 15.
5. ↑   Storia, su bolognafc.it. URL consultato il 7 aprile 2019.
6. ↑   1909-10, su bolognafc.it. URL consultato il 7 aprile 2019.
7. ↑  Bertuzzi, Monti, pp. 18-19.
8. ↑  Chiesa, p. 13.
9. ↑  Chiesa, p. 260.
10. 1 2 3  Gli autori e i minuti delle reti segnate non vennero riportate dalle cronache dell'epoca.